# 藍背副唇魚
藍背副唇魚，為輻鰭魚綱鱸形目隆頭魚亞目隆頭魚科的其中一種，分布於中西太平洋的印尼海域，棲息深度6-20公尺，體長可達7公分，棲息在珊瑚礁碎石區，生活習性不明。

## 擴展閱讀
維基物種上的相關：藍背副唇魚